# Apocryptodon punctatus
 Apocryptodon punctatus  es una especie de peces de la familia de los Gobiidae en el orden de los Perciformes.

## Morfología
Los machos pueden llegar a alcanzar los 6,7 cm de longitud total.

## Hábitat
Es un pez demersal de clima subtropical.

## Distribución geográfica
Se encuentra en Japón y Corea del Sur. 

## Observaciones
Es inofensivo para los humanos. 